# Harry Kerr
Henry Edward Kerr, detto Harry (Taranaki, 28 gennaio 1879 – Taranaki, 17 maggio 1951), è stato un marciatore neozelandese.
Prese parte ai Giochi olimpici di Londra 1908 sotto la bandiera dell'Australasia conquistando la medaglia di bronzo nella 3500 metri di marcia.

## Palmarès
| Anno | Manifestazione  | Sede   | Evento            | Risultato | Prestazione | Note |
| ---- | --------------- | ------ | ----------------- | --------- | ----------- | ---- |
| 1908 | Giochi olimpici | Londra | Marcia 3500 metri | Bronzo    | 15'43"4     |      |
| 1908 | Giochi olimpici | Londra | Marcia 10 miglia  | batterie  | 1h18'40"2   |      |